# Culan
Culan ou, na sua forma portuguesa, Culão é uma comuna francesa na região administrativa do Centro, no departamento Cher. Estende-se por uma área de 20,26 km². Em 2010 a comuna tinha 739 habitantes (densidade: 36,5 hab./km²).

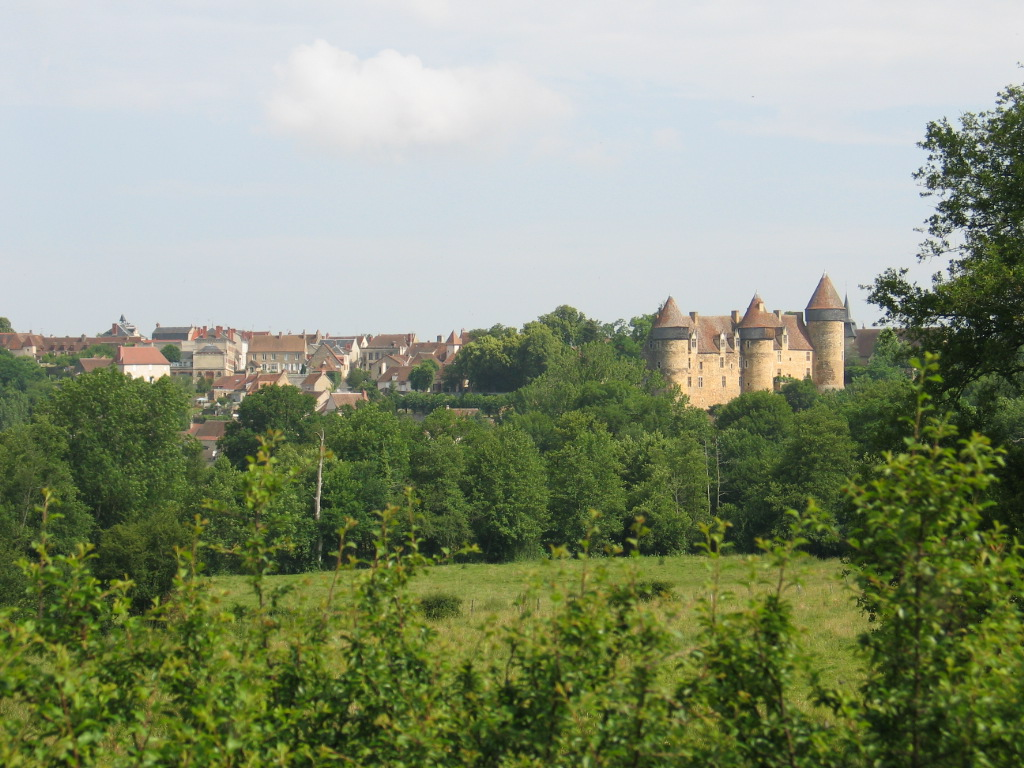
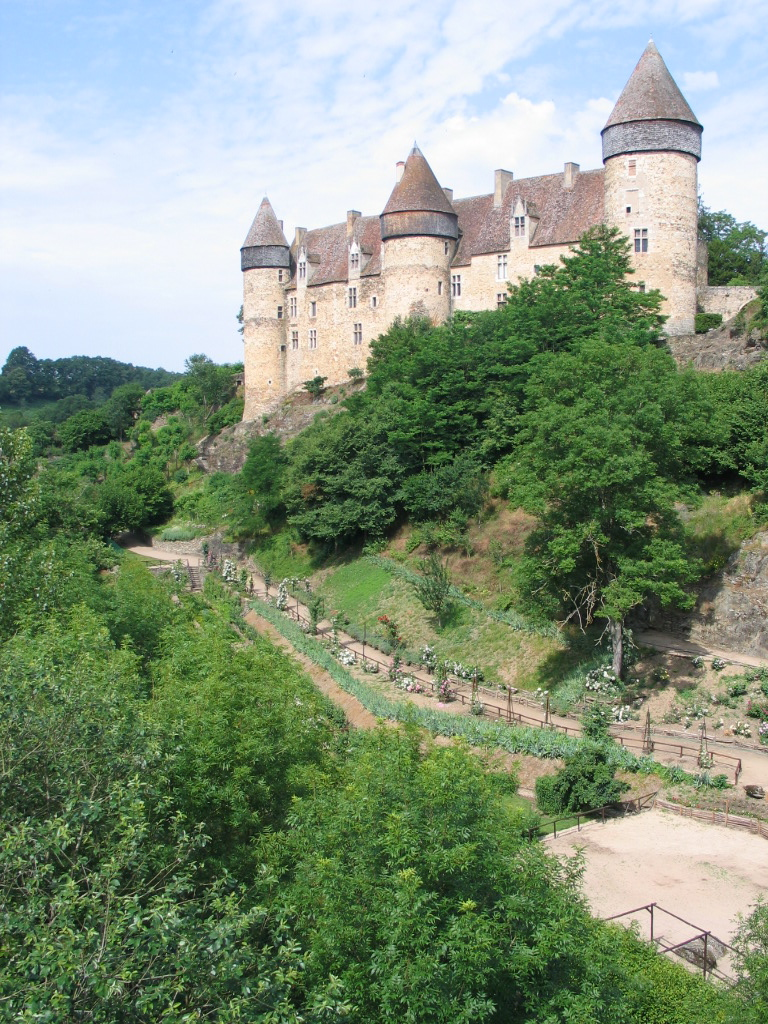